# Roger Bigod, 2. Earl of Norfolk

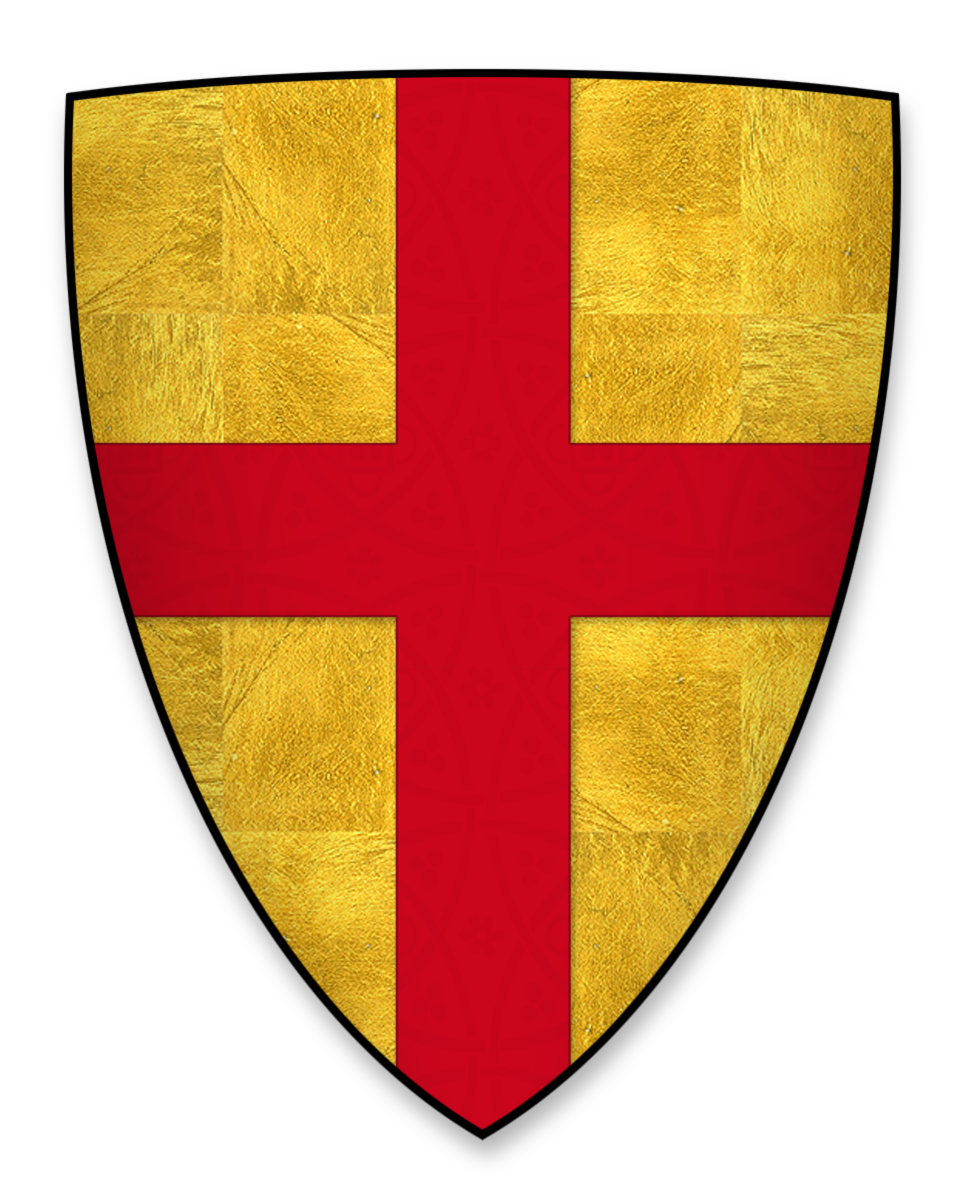
Wappen von Roger Bigod, 2. Earl of Norfolk

Roger Bigod, 2. Earl of Norfolk (* um 1143; † vor 2. August 1221) war ein englischer Magnat. Er gehörte der Adelsopposition an, die König Johann Ohneland zur Anerkennung der Magna Carta zwang.

## Herkunft und Erbstreit
Roger Bigod entstammte der anglonormannischen Familie Bigod. Er war der einzige Sohn aus der Ehe von Hugh Bigod, 1. Earl of Norfolk und dessen ersten Frau Juliana de Vere, einer Schwester von Aubrey de Vere, 1. Earl of Oxford. Seine Mutter wurde von seinem Vater verstoßen, danach heiratete sein Vater Gundred, eine Tochter von Roger de Beaumont, 2. Earl of Warwick. Mit ihr hatte er weitere Kinder, darunter die Söhne Hugh und William. Nach dem Tod seines Vaters 1176 oder 1177 behauptete Gundred, dass ihr Mann ihren Sohn Hugh anstelle ihres Stiefsohns Roger als Erben der Ländereien der Familie Bigod eingesetzt hätte, zumal er angeblich viele dieser Ländereien erst nach der Geburt von Hugh erworben hätte. Diesen Erbstreit nutzte König Heinrich II. aus, um sich für die Unterstützung von Hugh Bigod für Heinrich den Jüngeren, der von 1173 bis 1174 vergeblich gegen seinen Vater rebelliert hatte, zu rächen. Obwohl Roger im Gegensatz zu seinem Vater während der Rebellion auf der Seite des Königs geblieben war und ihn auch in den folgenden Jahren unterstützt hatte, traf der König in dem Erbstreit keine Entscheidung und beschlagnahmte die zwischen den Halbbrüdern umstrittenen Ländereien, dazu erklärte er den Titel Earl of Norfolk aufgrund der Rebellion für verwirkt. Erst König Richard Löwenherz verlieh Bigod bei seiner Thronbesteigung 1189 gegen die Zahlung einer relativ geringen Gebühr von 1000 Mark (etwa £ 666) wieder den Titel Earl of Norfolk.

## Vasall der englischen Könige
Im Gegenzug blieb Bigod während des Kreuzzugs des Königs ein loyaler Vasall, vermutlich reiste er sogar nach Deutschland, um den bei seiner Rückkehr vom Kreuzzug in Gefangenschaft geratenen König nach seiner Freilassung heimzubegleiten. Entsprechend stand Bigod beim König in hoher Gunst und war bei dessen erneuten Krönung 1194 einer der vier Earls, die über dem König einen seidenen Baldachin trugen. Von 1194 bis 1196 diente er als Baron des Schatzamtes (Baron of the Exchequer), dazu diente er als königlicher Richter sowie als Steward of the royal Household. Der Streit mit seinem Halbbruder Hugh um das Erbe ihres Vaters wurde jedoch erst 1199 beilegt, in einem Vergleich musste Roger seinem Halbbruder einen kleinen Landbesitz übergeben. Um diese Zeit konnte er mit dem Wiederaufbau des nach der Rebellion von 1174 zerstörten Framlingham Castle, dem Hauptsitz der Familie, beginnen. Dabei befestigte er die Burg nach neuen Erkenntnissen des Burgenbaus mit einer starken, mit mehreren zum Hof offenen Mauertürmen versehenen Ringmauer anstelle eines zentralen Keeps. Auch Richards Bruder und Nachfolger Johann Ohneland diente Bigod jahrelang loyal. Er nahm am 27. Mai 1199 an der Krönung des Königs teil, anschließend gehörte er zu der Gesandtschaft, die den schottischen König Wilhelm I. nach England geleitete, wo er Johann für seine englischen Besitzungen huldigte. Danach begleitete er König Johann während des Französisch-Englischen Kriegs ab 1202 in die Normandie und während des Feldzugs von 1206 ins Poitou. Auch an den Feldzügen nach Schottland von 1209, nach Irland 1210 und Wales 1211 nahm er teil.

## Rebell gegen den König

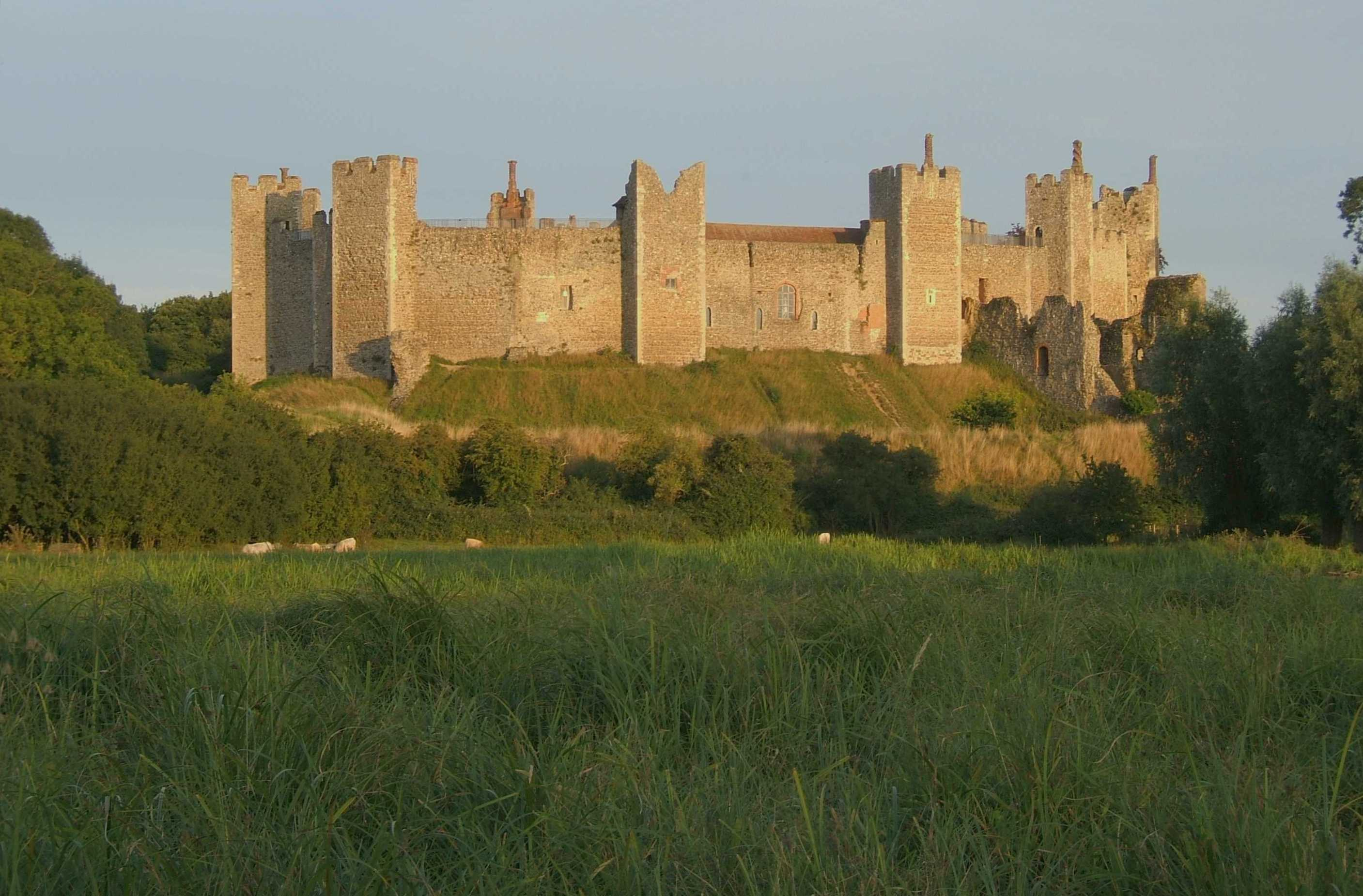
Roger Bigod baute das zerstörte Framlingham Castle mit einer starken Ringmauer anstelle eines zentralen Keeps wieder auf

Trotz seiner bisherigen loyalen Dienste rebellierte Bigod ab 1215 gegen den König. Ein Hauptgrund hierfür waren die immer weiter steigenden Finanzforderungen des Königs an seine Barone. Der König erhob zur Finanzierung seiner zahlreichen Feldzüge von seinen Baronen mehrfach ein von der Größe des Grundbesitzes abhängiges Schildgeld, so dass der reich begüterte Bigod für 160 Knight’s fee Schildgeld zahlen sollte. Dies zwang ihn 1211 dazu, mit dem königlichen Schatzmeister ein Zahlungsabkommen zu schließen. Er sollte für das noch offene Schildgeld einmalig 2000 Mark (£1333) zahlen, dazu wurde vereinbart, dass er zukünftig nur noch für 60 Knight’s fee Schildgeld zahlen müsse. Bigod zahlte bis 1212 1340 Mark, dann wurden ihm die noch offenen 360 Mark erlassen. Bigod hatte jedoch noch weitere Gründe für seine Unzufriedenheit über den König. Als er 1207 in einen Rechtsstreit mit William the Falconer verwickelt wurde, hielt er die ausgewählten Richter für befangen, doch seine Einwände wurden vom König abgelehnt und das Verfahren gegen ihn fortgesetzt.
Als die Adelsopposition sich im April 1215 in Stamford bewaffnet sammelte, um ihre Rechte gegen den König zu verteidigen, schlossen sich Bigod und sein ältester Sohn Hugh ihnen an. Unter dem Druck der Rebellen musste der König im Juni die Magna Carta anerkennen, und Bigod wurde zu einem der 25 Barone gewählt, die die Einhaltung der Bestimmungen der Magna Carta durch den König überwachen sollten. Als der König mit Unterstützung des Papstes im September seine Anerkennung der Magna Carta widerrief, gehörten Bigod und sein Sohn während des folgenden Kriegs der Barone gegen den König zu den Führern der Rebellion in East Anglia. Dafür wurden er und sein Sohn im Dezember von Papst Innozenz III. exkommuniziert. Nachdem der König Anfang 1216 einen erfolgreichen Feldzug gegen die Rebellen in Nordengland geführt hatte, wandte er sich anschließend gegen die Rebellen in Ostengland. Im März 1216 konnte König Johann Framlingham Castle, den Hauptsitz der Bigods, nach kurzer Belagerung erobern. Er begnadigte die gefangen genommenen Gefolgsleute von Bigod und bot ihm an, sich zu unterwerfen, andernfalls drohte er, ihn zu enteignen. Dennoch kämpften Roger und sein Sohn weiter auf der Seite der Rebellen, bis sie sich nach dem Frieden von Lambeth im September 1217 dem Regentschaftsrat, der für den minderjährigen neuen König Heinrich III. die Regierung führte, unterwarfen. Bis April 1218 erhielt Bigod seine Ländereien und Titel zurück, doch über 70-jährig zog er sich nun zunehmend zurück und starb drei Jahre später.

## Familie und Nachkommen
Bigod hatte Ida geheiratet, deren Herkunft ungeklärt ist. Mit ihr hatte er mehrere Kinder, darunter:
- Hugh Bigod († 1225)
- William
- Ralph
- Roger
- Mary ⚭ Ralph fitz Robert
- Margery ⚭  William Hastings († 1226)

Sein Erbe wurde sein ältester Sohn Hugh.

## Religiöse Stiftungen
Bigod war wie viele seiner adligen Zeitgenossen ein großzügiger Stifter, der während seines langen Lebens eine Reihe von Klöstern unterstützte. Wie seine Vorfahren förderte er Earls Colne Priory in Essex, daneben die Abteien von Wymondham in Norfolk und Rochester in Kent. Weitere Klöster, die er unterstützte, waren Carrow und Hickling in Norfolk sowie Bungay, Leiston und Sibton in Suffolk.